# 三丁町

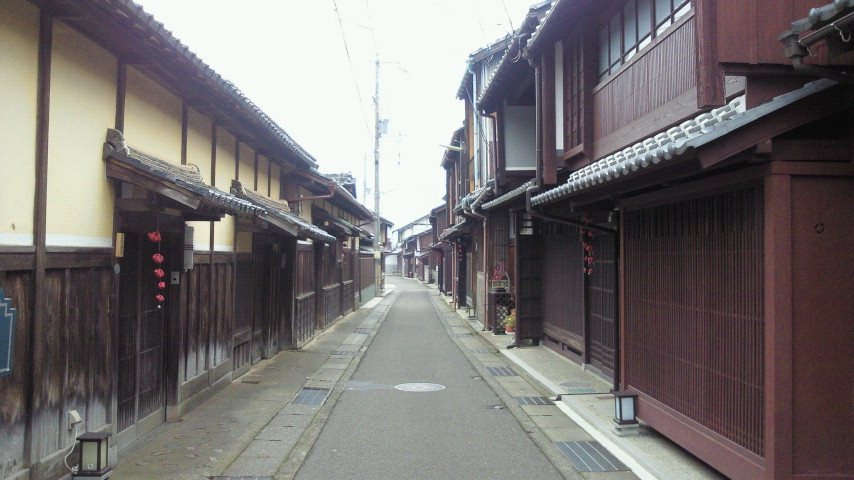
三丁町

三丁町（さんちょうまち）は、福井県小浜市の小浜香取・飛鳥地区にある茶屋町。現在も古い家並みが残っている。

## 特色
福井県内に残る数少ない花街であり、今も芸妓を抱えている料亭もある。千本格子の家々が軒を連ね芸妓の三味線の音が流れ、情緒豊かな通りが残っている。
かつて西組・中組・東組に分かれていた小浜城の城下町のうち西組に属する。西組の町並みは、近隣の商家町や寺町を含め「小浜市小浜西組」の名称で国の重要伝統的建造物群保存地区に選定され、伝統ある町並みの保護と活用が進んでいる。
小浜料亭事業協同組合は花街である三丁町の芸妓の世話を50年間してきたが、高齢化・後継者不足・宴会場の洋式化などの影響で、2008年（平成20年）3月31日に解散した。

## 範囲
三丁町は旧柳町・猟師町・寺町を含む地域の通称で、三つの町が名称の由来であるとされている。柳町を中心に北側の猟師町、西側の旧青井町(寺町)、東南の旧清水町の一部で、東西2筋の道路に面したエリア。町筋の長さが3丁程度で名称の由来ともいわれる。
江戸時代の寛文年間（1661年～1673年）には茶屋町として成立し、その頃小浜の夫代銀の半分を納めるほど繁栄していた。江戸時代には一部が遊廓として栄えた。「蒙御免　小浜遊郭芸娼妓一月中花代番付」(大正9年2月6日付)によると東西の横綱・大関とされた者は、11000～14000円であった。江戸時代末期に小浜を何度も大火が襲ったため、防火用に堀川を開削した。その際に遊女達も小浜奉行や町年寄らとともに献金し協力した。昭和初期までは若狭を代表する歓楽街で、最盛期にはお茶屋が48軒あった。

## 建築物について
「お茶屋」では土蔵がなく、トオリニワをもたない。ベンガラ塗りの出格子が主流で、庇に出窓が張り出している。現在も面影が残る建築物は町並みと食の館(元料亭酔月)、蓬嶋楼。
一之瀬八男治口述による「廓くずし」(大正13年頃作詞と伝わる)に、当時あった置屋39軒の名称が並んでいる。

## 登場作品
『波影』 1964年 水上勉　文藝春秋新社 （『文藝春秋』1964年4-6月号） のち角川文庫
戦前戦後の三丁町を舞台にした小説。主人公の世津子は三丁町に暮らし、その家で娼妓として働く雛千代と交流しながら成長する。1964年豊田四郎監督で映画化もされた。